# David Hunter
Pour les articles homonymes, voir Hunter.
David Hunter, né le 21 juillet 1802 à Troy (État de New York) et mort le 2 février 1886 à Washington, est un général américain de l'armée de l'Union lors de la guerre de Sécession.

## Biographie
David Hunter est diplômé de l'Academie militaire de West Point en 1822.
Il est fameux pour avoir, en 1862, donné l'ordre d'émanciper les esclaves dans trois États du Sud (alors qu'il n'y était pas habilité, son ordre fut d'ailleurs immédiatement rapporté) et pour avoir présidé la commission militaire chargée de juger les conspirateurs impliqués dans l'assassinat du président Abraham Lincoln.